# Häggelunda

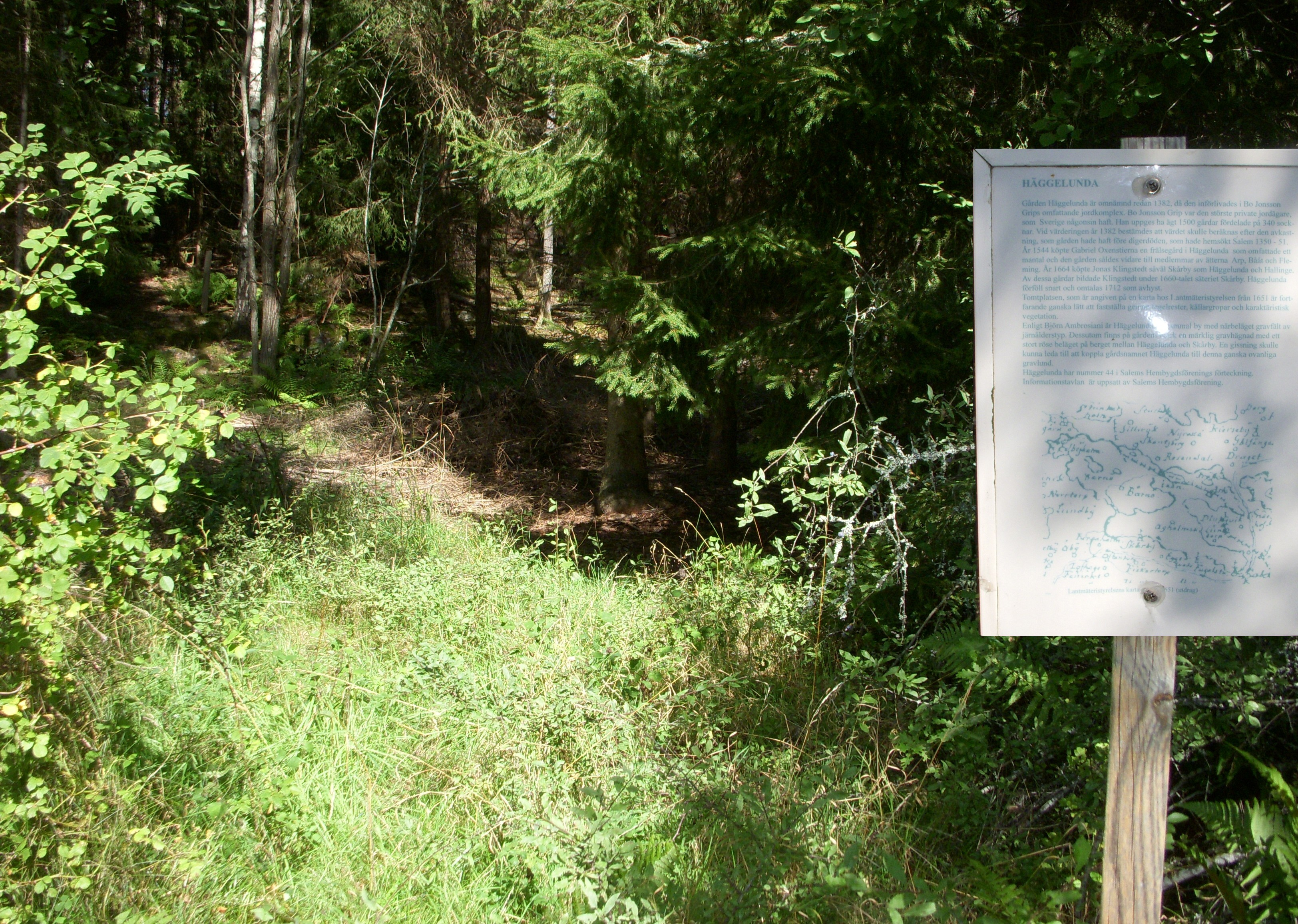
Platsen för Häggelunda gård med informationsskylt från Salems Hembygdsförening.

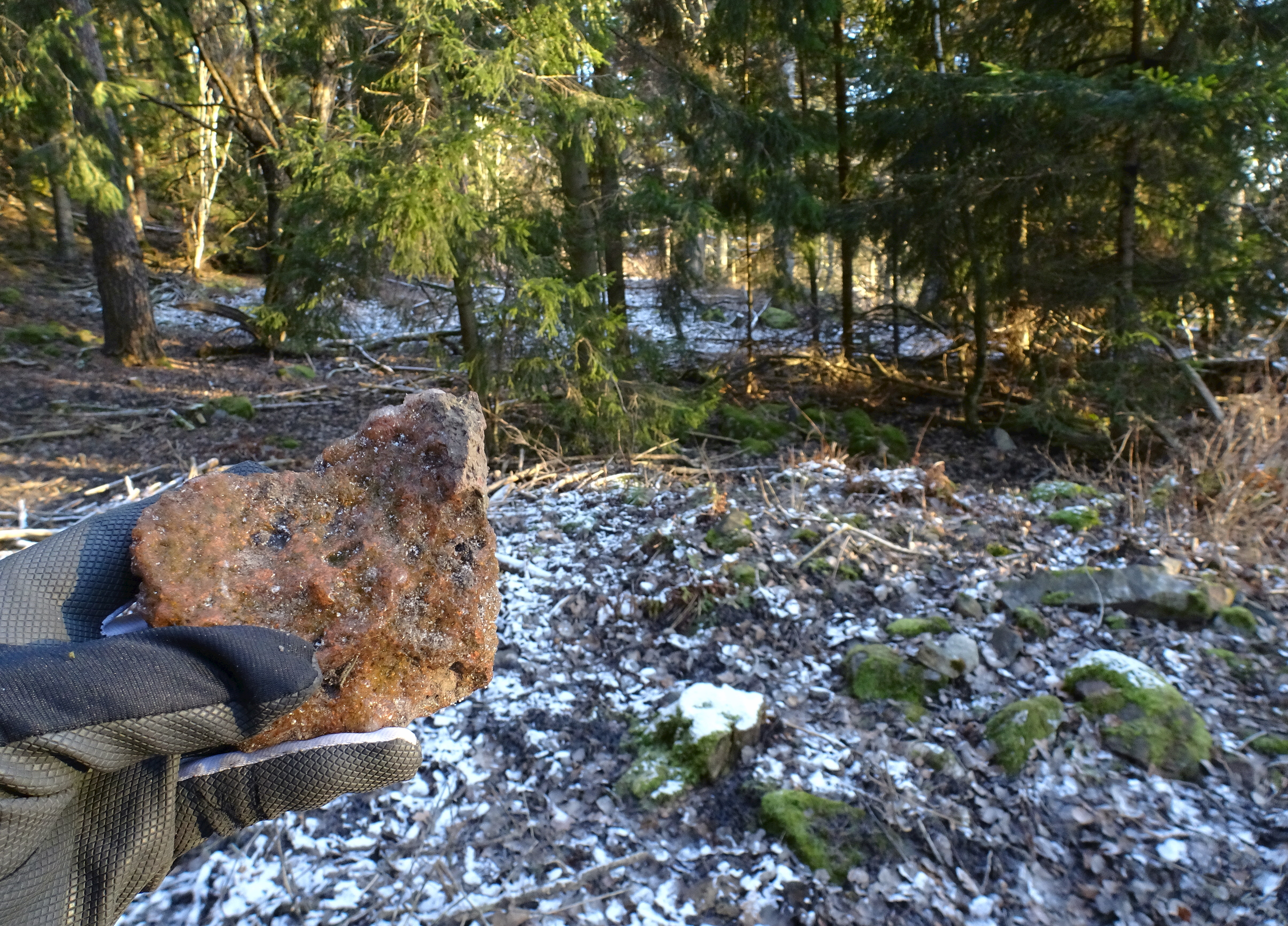
Platsen för Häggelunda gård med en tegelbit från gårdsbyggnaden.

Häggelunda var en frälsegård från 1300-talet beläget vid södra sidan av Bornsjön i Salems kommun i Stockholms län. Gården lades ner i början på 1700-talet. Enligt arkeologen Björn Ambrosiani hade Häggelunda troligen sitt namn efter järnåldersbyn Häggelunda.

## Historik
Cirka 600 meter sydost om Skårby gård låg gården Häggelunda som är omnämnd redan 1382. Detta år genomfördes en värdering av egendomen som skulle beräknas efter den avkastning som gården hade haft före digerdöden, som hade hemsökt Salem åren 1350–1351. På 1380-talet ägdes gården av Bo Jonsson Grip, som var den störste privata jordägare som Sverige någonsin haft. Han lär ha ägt 1500 gårdar i 340 socknar. År 1544 köpte riksmarskalken Gabriel Kristiernsson Oxenstierna Häggelunda. Gården syns på lantmäterikartan från 1651 och kallas där Eggelunda.
Egendomen förvärvades 1664 av landshövdingen i Kronobergs län Jonas Klingstedt, tillsammans med Skårby gård och Hallinge gård. Vid köpet bestod Häggelunda av 1 ¼ mantal med två gårdar, därav 1 mantal gammalt frälse och ¼ mantal stadgehemman. Av dessa gårdar bildade Klingstedt under 1660-talet säteriet Skåby. Häggelunda fick inget större underhåll av sin nya ägare, egendomen förföll snart och 1712 omtalas gården för ”avhyst”.
Platsen för Häggelunda gård är ett lagskyddat fornminne med en utbredning av ungefär 110 x 70 meter. Den gamla bytomten syns fortfarande idag genom tegelrester, gropar efter källare och karakteristisk vegetation. Strax väster om platsen ligger Skårbyröset från bronsåldern. Tillsammans med en märklig gravhägnad bestående av en två till fyra meter bred stenvall utgör den en ovanlig gravlund.